# Movementu Futuro Kòrsou
De Movementu Futuro Kòrsou (Beweging voor de Toekomst van Curaçao), afgekort MFK, is een politieke partij op Curaçao. De partij werd opgericht door Gerrit Schotte in mei 2010. Bij de verkiezingen op 27 augustus 2010 werd de MFK de tweede partij in de eilandsraad van Curaçao, welke de Staten van Curaçao werd op 10 oktober 2010. De partij won 5 van de 21 zetels. 

## Verkiezingsresultaten
| Jaar | Stemmen | Zetels | +/– | Positie |           |
| ---- | ------- | ------ | --- | ------- | --------- |
| 2010 | 15.953  | 5      | +5  | 1e      | coalitie  |
| 2012 | 18.450  | 5      | =   | 2e      | oppositie |
| 2016 | 12.671  | 4      | -1  | 2e      | oppositie |
| 2017 | 15.706  | 5      | +1  | 3e      | oppositie |
| 2021 | 23.559  | 9      | +4  | 1e      | coalitie  |

Gerrit Schotte was tussen 2010 en 2020 partijleider en lijsttrekker. Nadat zijn gerechtelijke veroordeling in 2018 definitief werd, werd hij opgevolgd door Gilmar Pisas. Hij leidde de partij bij de verkiezingen van 2021 naar negen zetels. Daarmee was MFK de grootste partij en ging ze regeren met de Nationale Volkspartij (PNP). In 2025 groeide MFK opnieuw. Met leider Pisas en tweede man Javier Silvania kreeg de partij een absolute meerderheid in de Staten.